# 1001 Visages
Les 1001 Visages de la caricature est une organisation à but non lucratif québécoise fondée en 2006. Son principal objectif est de promouvoir la diffusion et le développement  de la caricature et du dessin d’humour au Québec.
L'organisme organise à chaque année des évènements autour de la caricature, mettant l'accent sur une exposition et des prestations de caricaturistes en direct.

## Historique
C'est à l'automne 2006 qu'a eu lieu la première exposition de l'organisme à la Place des Arts de Montréal tenue sous le nom 100 Visages, donnant lieu à la fondation de l'organisme par le caricaturiste Robert Lafontaine et la sculptrice Francyn Robert. Prévue pour une durée de trois jours dans le cadre des Journées de la Culture, l'exposition reste en place durant trois mois à la demande de l'administration de la Place des Arts.
En 2007, l'exposition s'est déplacée au Bain Mathieu à Montréal. Elle accueillait un volet international et des prestations de caricaturistes en direct. Plusieurs caricaturistes québécois de renom se sont joints à l'exposition : Bado (Guy Badeaux), Patrick Dea, Yves Demers, Métyvié (Serge Métivier), André Pijet et d'autres.
C'est sous le thème Les humoristes à la Maison de la culture Frontenac de Montréal, que s'est déroulée la troisième exposition en 2008. L'invité d'honneur, l'imitateur bien connu Jean-Guy Moreau y présentait des illustrations humoristiques réalisées pour un livre. Une caricature géante est réalisée sur place lors du vernissage pour souligner sa présence.
Avec pour thème  L'Internationale de la caricature, l'exposition 2009 se présentait dans les vitrines des commerçants sur la rue Ontario de Montréal. Cette exposition a aussi donné lieu à deux prestations de caricaturistes en direct, l'une au Parc des Faubourgs et l'autre sur la rue Ontario près de la station de métro Frontenac.
En 2010, l'exposition  L'Internationale de la caricature  a été présentée au Salon du livre de l'Outaouais ainsi qu'à l'EspacEmi de l'Université du Québec en Outaouais. De plus, une exposition agrémentée d'un spectacle sur scène de deux heures intitulé Caricaturistes en spectacle a eu lieu au Centre culturel Calixa-Lavallée dans le Parc Lafontaine à Montréal.
Depuis 2011, l'exposition annuelle s'est déroulée à Val-David. En présence de musiciens, de conteurs, de comédiens et d'amuseurs public, les caricaturistes s'exécutent devant les visiteurs pour une durée de deux jours. Les caricaturistes Garnotte (Michel Garneau) du quotidien Le Devoir, Fleg (Christian Daigle) du site Yahoo! Québec, Marc Beaudet du quotidien Le Journal de Montréal ainsi que Mario Malouin des magazines Safarir et Délire ont participé à l'évènement.
L'édition la plus récente a eu lieu à l'automne 2021, .

## Liste des expositions
- 2006 : 100 Visages, Ier Festival de la caricature, Place des Arts, Montréal ;
- 2007 : 1001 Visages, IIe Festival de la caricature, Bain Mathieu, Montréal[1] ;
- 2008 : Les humoristes, IIIe Festival 1001 Visages de la caricature, Maison de la culture Frontenac, Montréal ;
- 2009 : L'Internationale de la caricature, IVe Festival 1001 Visages de la caricature, quartier Hochelaga, Montréal ;
- 2010 : Caricaturistes en spectacle, Ve Festival 1001 Visages de la caricature, Centre culturel Calixa-Lavallée, Montréal ;
- 2010 : Exposition 1001 visages de dessins d'humour et de caricatures, EspacEmi – École multidisciplinaire de l’image, Gatineau ;
- 2010 : Exposition 1001 visages de dessins d'humour et de caricatures, Salon du livre de l’Outaouais, Gatineau ;
- 2011 : Souriez, on vous a à l'oeil, VIe Festival 1001 Visages de la caricature, salle de l'église, Val-David ;
- 2012 : Face à farce, VIIe Festival 1001 Visages de la caricature, salle de l'église, Val-David ;
- 2013 : Les bêtes de l'humour, VIIIe Festival 1001 Visages de la caricature, salle de l'église, Val-David ;
- 2014 : La caricature par la bande... dessinée !, IXe Festival 1001 Visages de la caricature, salle de l'église, Val-David[6] ;
- 2015 : 10e édition, Xe Festival 1001 Visages de la caricature, salle de l'église, Val-David ;
- 2016 : 11e édition, XIe Festival 1001 Visages de la caricature, salle de l'église, Val-David ;
- 2017 : 12e édition, XIIe Festival 1001 Visages de la caricature, salle de l'église, Val-David ;
- 2018 : 13e édition, XIIIe Festival 1001 Visages de la caricature, salle de l'église, Val-David[7] ;
- 2019 : 14e édition, XIVe Festival 1001 Visages de la caricature, salle de l'église, Val-David[8] ;
- 2020 : Festival 1001 Visages de la caricature annulé pour cause de pandémie à la Covid-19 ;
- 2021 : 15e édition, XVe Festival 1001 Visages de la caricature, salle de l'église, Val-David[5].

## Distinctions

### Prix Robert-LaPalme

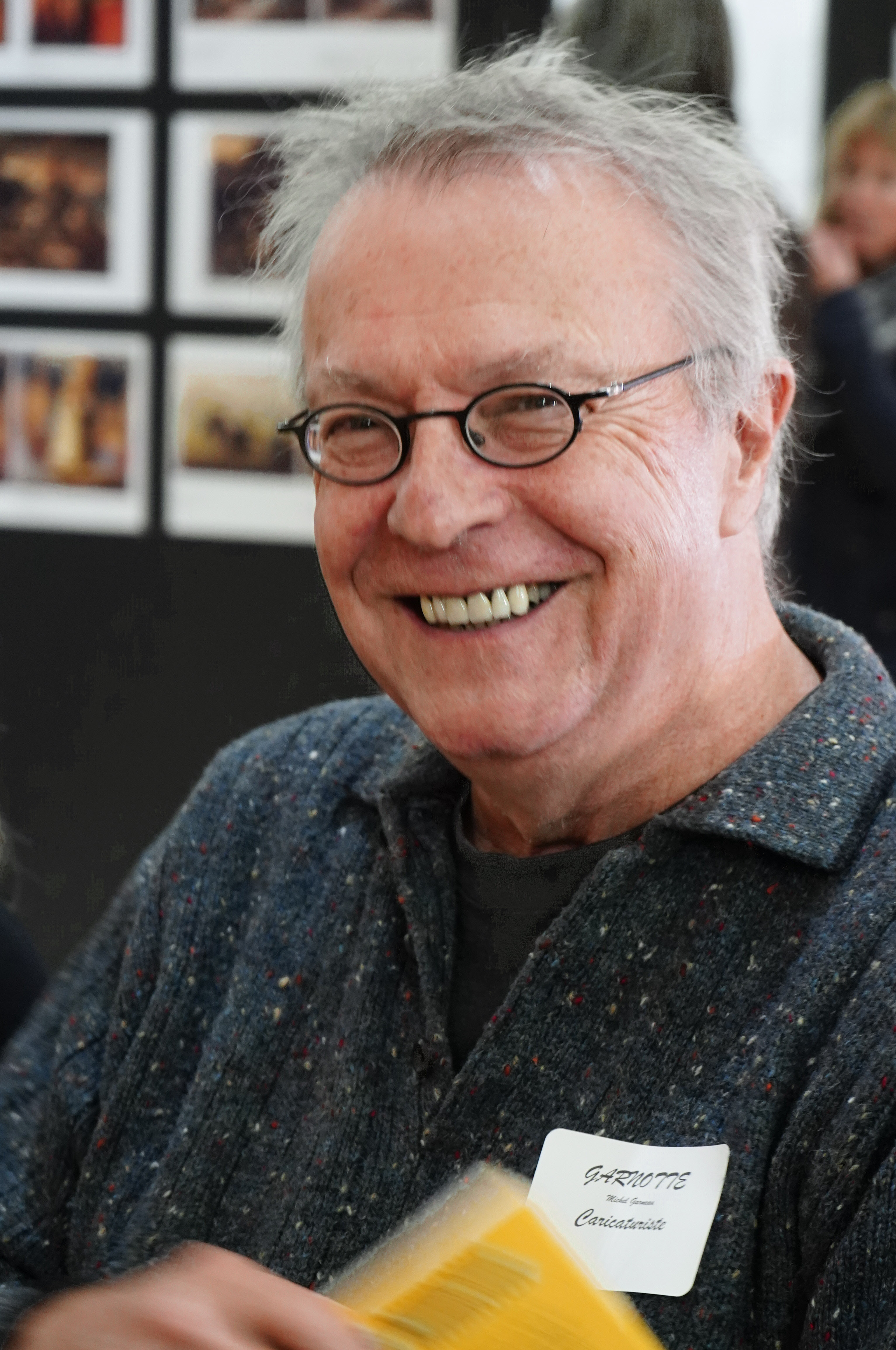
Garnotte pendant l'exposition 1001 Visages à Val David en 2018

Le Prix Robert-LaPalme est un prix artistique décerné annuellement depuis 2006 en hommage au caricaturiste Robert LaPalme par un jury formé de spécialistes à un caricaturiste francophone québécois pour souligner la qualité de l'ensemble de son œuvre.
Il consiste en une œuvre originale de ce grand caricaturiste montréalais qui est offerte à l'artiste récipiendaire pendant le vernissage de l'exposition annuelle des 1001 Visages devant plusieurs dignitaires officiels représentant les différents paliers de gouvernement au Canada, soit municipal, provincial et fédéral, ainsi que des invités, des artistes et le grand public.
| Année | Récipiendaire                | Titre                                                                |
| ----- | ---------------------------- | -------------------------------------------------------------------- |
| 2006  | Jean-Guy Lemay (J. Guilemay) | Auteur de bandes dessinées humoristiques et sculpteur de caricatures |
| 2007  | Bado, (Guy Badeaux)          | Caricaturiste éditorial Le Droit                                     |
| 2008  | André Pijet                  | Caricaturiste en direct                                              |
| 2009  | Non attribué                 |                                                                      |
| 2010  | Oleg Dergachov               | Dessinateur d'humour                                                 |
| 2011  | Non attribué                 |                                                                      |
| 2012  | Non attribué                 |                                                                      |
| 2013  | Garnotte (Michel Garneau)    | Caricaturiste éditorial Le Devoir                                    |

### Invités d'honneur

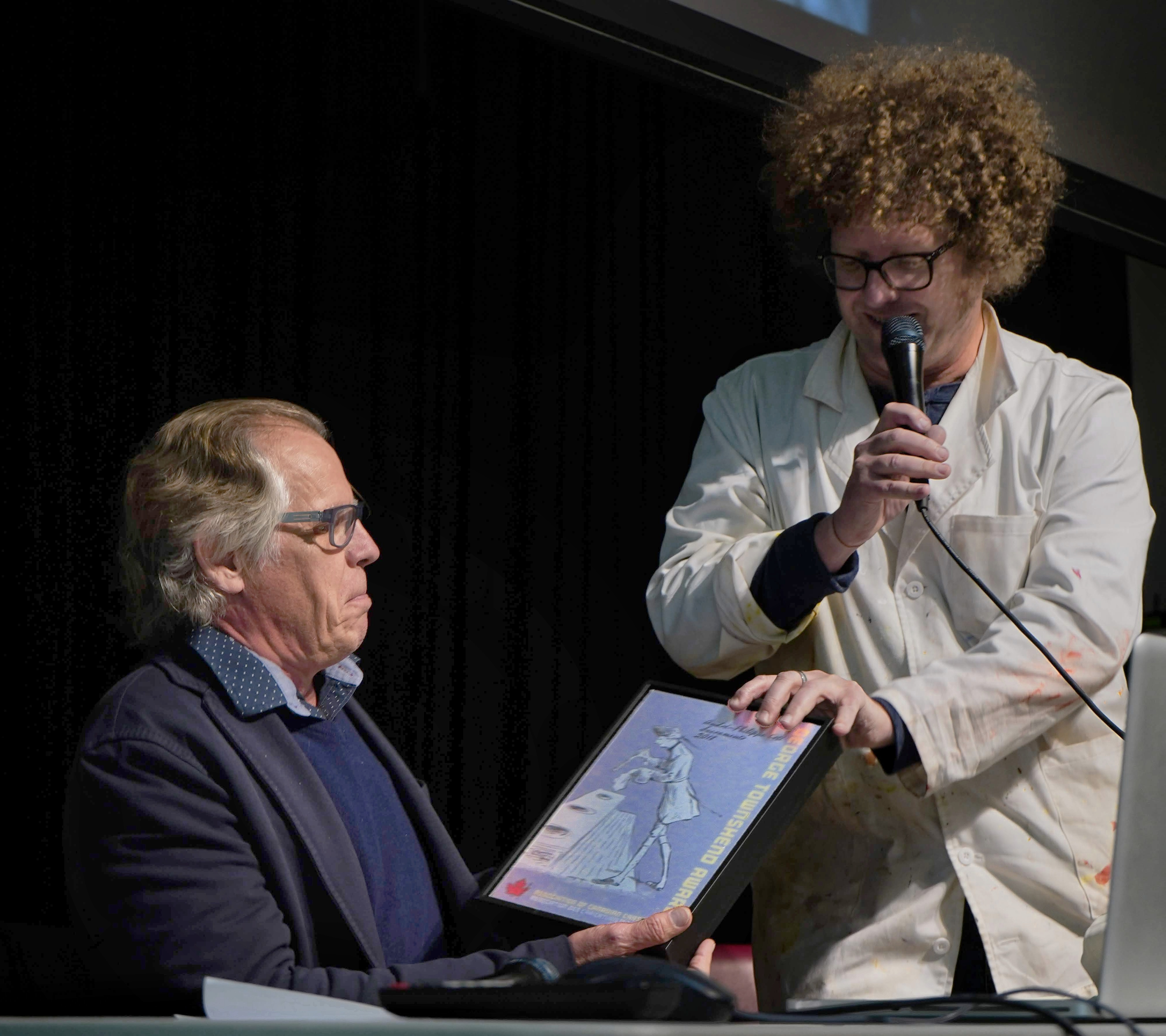
André-Philippe Côté reçoit un George Townshend (Townsie) Award, que lui remet Wes Tyrell, président de l'Association des caricaturistes canadiens lors de l'événement 1001 visages de la caricature en 2018.

| Année | Invité d'honneur         | Titre                                                                  |
| ----- | ------------------------ | ---------------------------------------------------------------------- |
| 2006  | Yayo (Diego Herrera)     | Dessinateur d'humour                                                   |
| 2007  | Yves Demers              | Caricaturiste en direct                                                |
| 2008  | Jean-Guy Moreau          | Humoriste imitateur                                                    |
| 2009  | Non attribué             |                                                                        |
| 2010  | Métyvié (Serge Métivier) | Caricaturiste en direct et éditorial                                   |
| 2011  | Didier Loubat            | Caricaturiste en direct                                                |
| 2012  | Ferg Gadzala             | Caricaturiste en direct                                                |
| 2013  | Fleg (Christian Daigle)  | Caricaturiste éditorial Yahoo! Québec                                  |
| 2014  | Marc Beaudet             | Caricaturiste éditorial Le Journal de Montréal                         |
| 2015  | Aislin (Terry Mosher)    | Caricaturiste éditorial The Montreal Gazette                           |
| 2016  | André-Philippe Côté      | Caricaturiste éditorial Le Soleil                                      |
| 2017  | Cédric Loth              | Illustrateur, bédéiste, caricaturiste et publiciste                    |
| 2018  | Ygreck (Yannick Lemay)   | Caricaturiste éditorial Le Journal de Québec et Le Journal de Montréal |
| 2019  | Yves Demers              | Caricaturiste en direct                                                |
| 2021  | Evelyne Arcouette        | Caricaturiste, illustratrice et peintre numérique                      |

### Prix Jean-Guy-Lemay

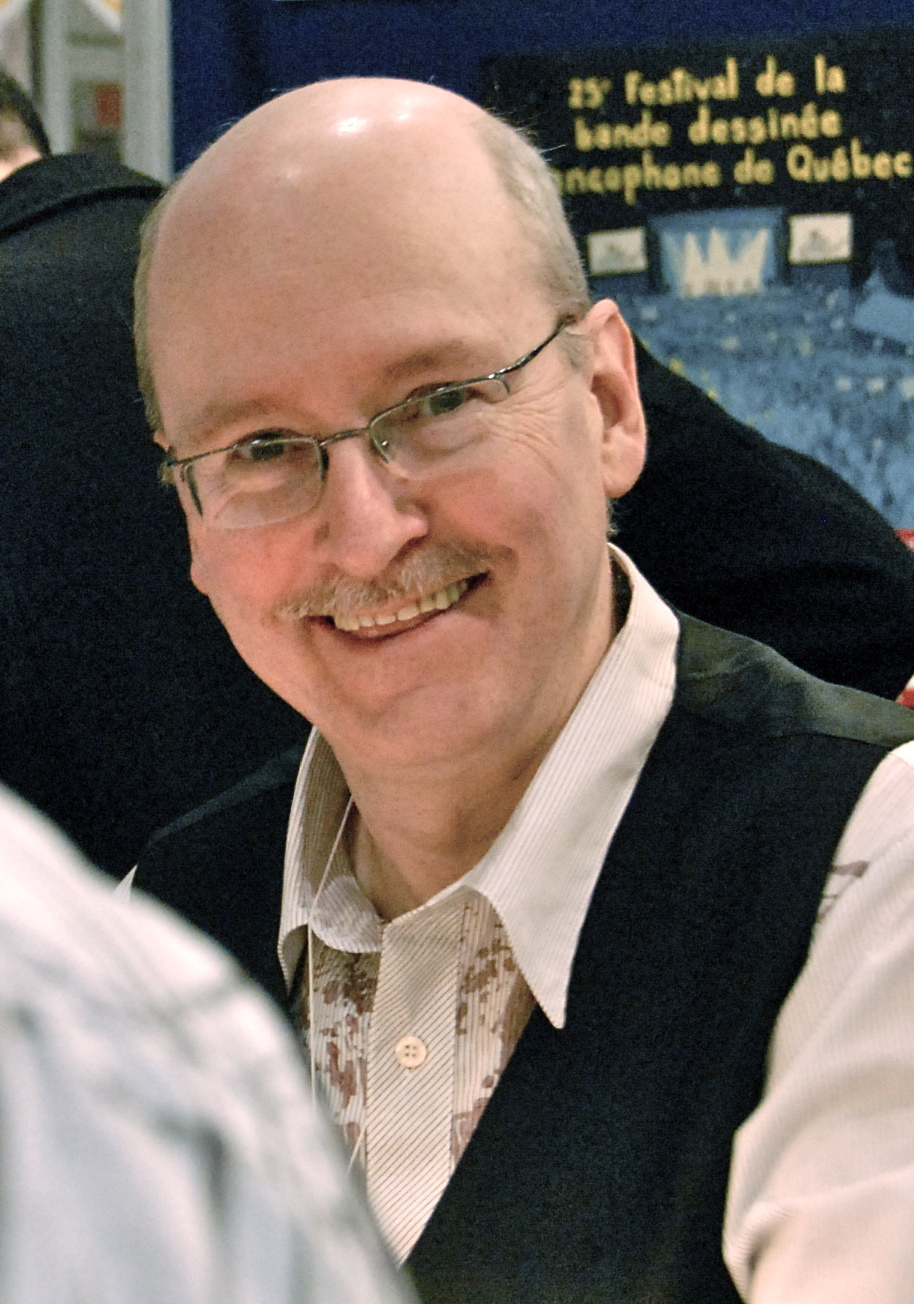
Mario Malouin au 25e Festival de la bande dessinée francophone de Québec en 2012

Le Prix Jean-Guy-Lemay, nommé en l’honneur de l’auteur de bandes dessinées et caricaturiste Jean-Guy Lemay, créateur de la bande dessinée Bojoual, est attribué à un bédéiste francophone québécois depuis 2014 pendant l’évènement 1001 Visages par un jury de spécialistes. Il consiste en une oeuvre originale de ce dessinateur québécois qui est offerte à l’artiste récipiendaire pour souligner la qualité de l’ensemble de son œuvre en bande dessinée.
| Année | Récipiendaire       | Titre                                                      |
| ----- | ------------------- | ---------------------------------------------------------- |
| 2014  | Mario Malouin       | Auteur de bandes dessinées humoristiques Safarir et Délire |
| 2015  | Jacques Goldstyn    | Auteur de bandes dessinées humoristiques Les Débrouillards |
| 2016  | André-Philippe Côté | Auteur de bandes dessinées humoristiques Safarir           |

## Artistes exposants
| - Aislin, (Terry Mosher) - Evelyne Arcouette, - Zolag Babiakan - Bado, (Guy Badeaux) - Marc Beaudet - Martin Bouchard - André-Philippe Côté - Serge Chapleau - Charu (Charudutta Ram Prabhudesai), - David Chavez, - Michael de Adder - Patrick Dea - Yves Demers, - Oleg Dergachov - Lar deSouza - Sue Dewar - Pierre Drysdale, | - Simon Dupuis - Pascal Élie, - Ferg Gadzala - Fleg (Christian Daigle) - Gag, (André Gagnon) - Garnotte (Michel Garneau) - Jacques Goldstyn, - Yves Labonté - Mario Lacroix - Pierre Ladouceur - Robert Lafontaine, - Tim Leatherbarrow - Jean-Guy Lemay (J. Guilemay) - Cédric Loth, - Didier Loubat | - Graeme Mackay - Mario Malouin - Métyvié, (Serge Métivier) - Jean-Guy Moreau - Marc Pageau, - Dominic Philibert - André Pijet, - Alma Roussy - Betty Sellier (France) - Alain Stanké - Wes Tyrell, - Charles Vinh - Yayo (Diego Herrera) - Ygreck, (Yannick Lemay) |

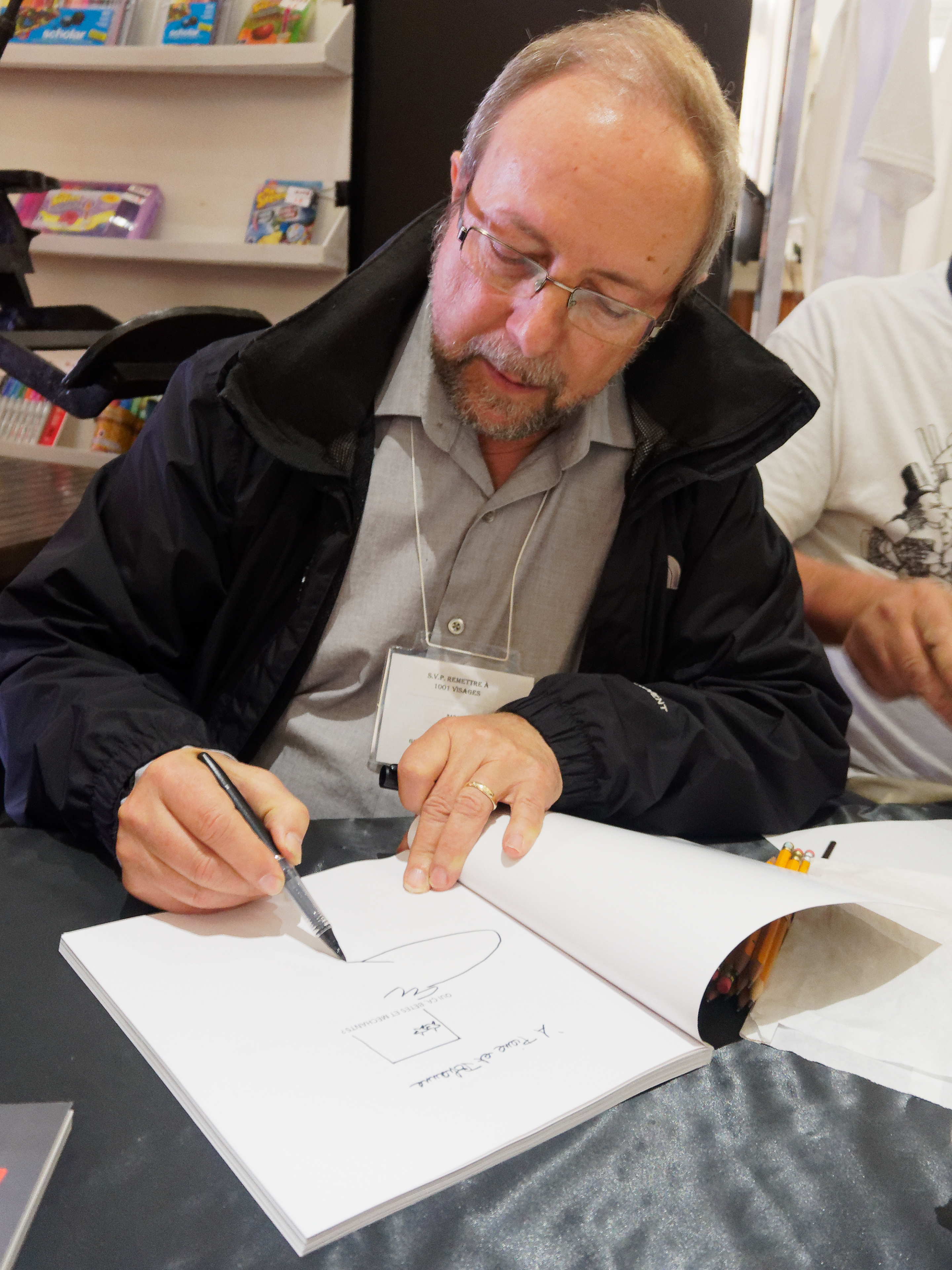
Bado (Guy Badeaux), lors de l'événement 1001 Visages, 2017

### Autres participants

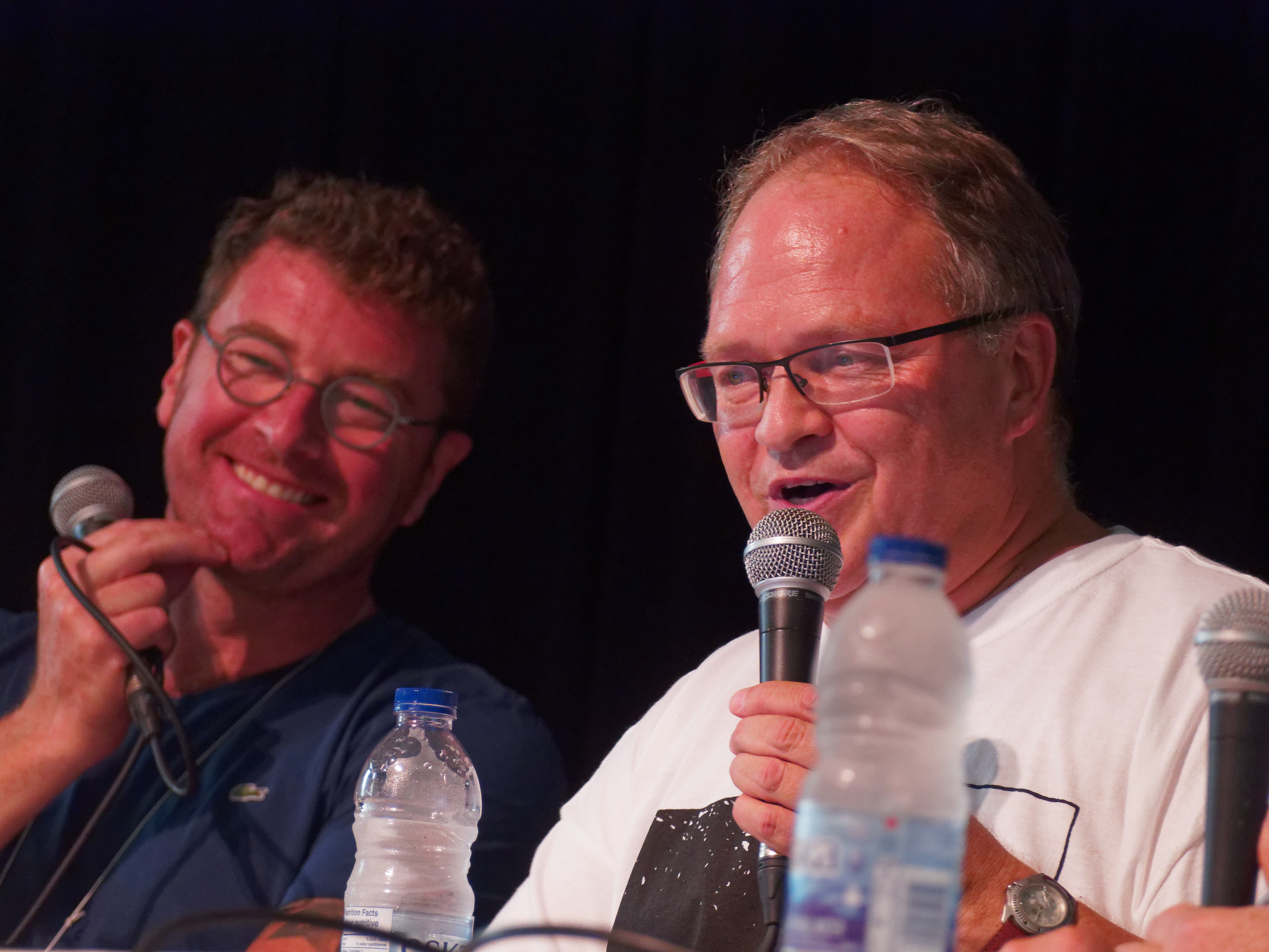
Ygreck (Yannick Lemay) et Christian Vachon du musée McCord, 1001 Visages, 2017

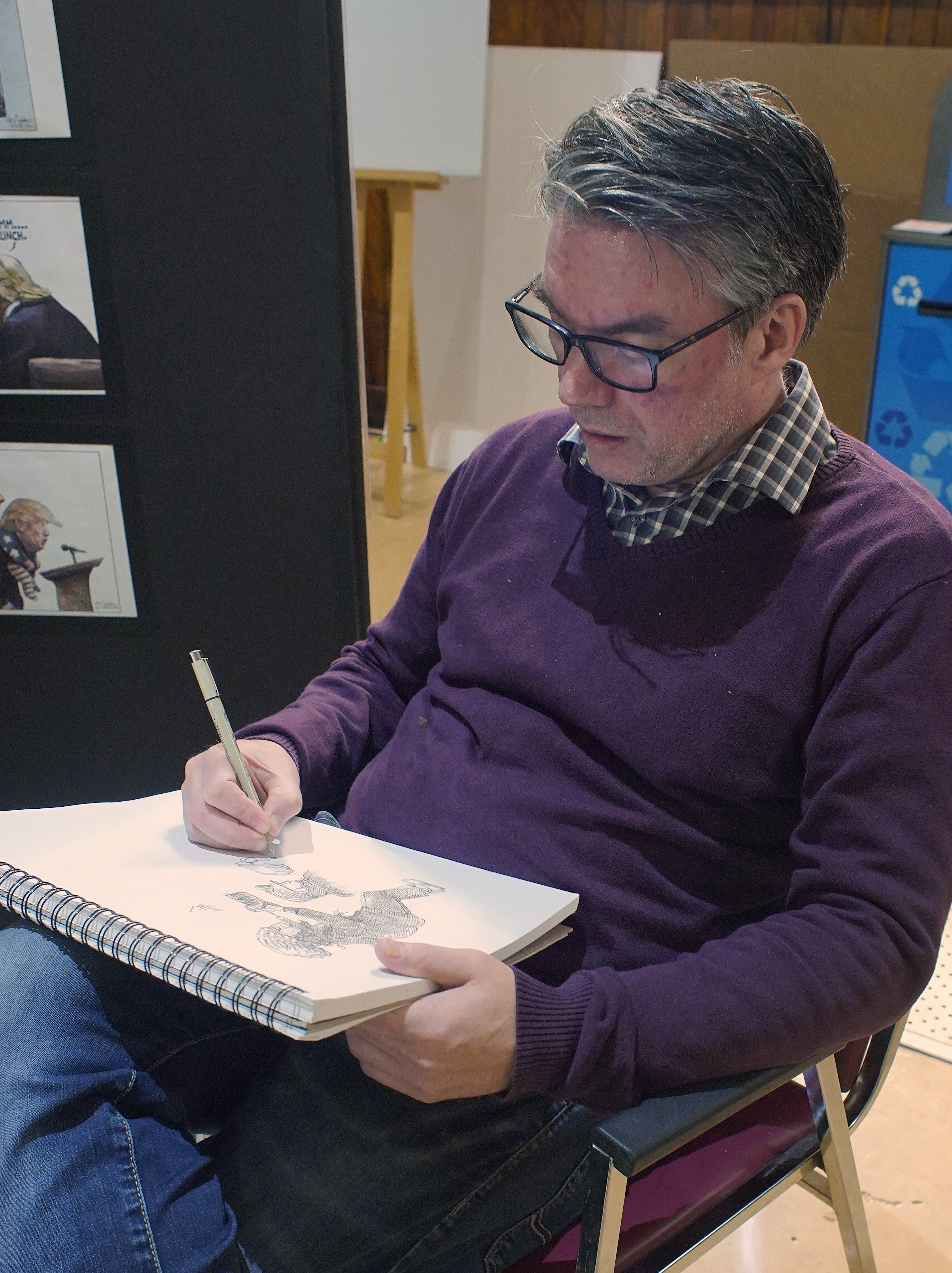
Michael de Adder, artiste exposant et conférencier invité en octobre 2019

En plus des caricaturistes invités, des artistes d'autres disciplines font partie de l'événement, tels que:
- Christian Vachon, chef, gestion des collections du musée McCord ; conservateur peintures, estampes et dessins[18], [15]
- Mathieu Manikowski, photographe[16]
- Mike Côté, graphiste et caricaturiste[15]
- Sabrina Burgen, spécialiste de l’animation et illustratrice[14], [15]
- Ludmila Fishman, peintre, pastelliste et dessinatrice[13], [14]
- Isabelle Germain, comédienne[15]
- Daniel Mercille, comédien
- Benoît Bison Davidson, sculpteur de contes[15]
- Mireille Deraspe auteure, compositrice et interprète
- Gisèle Fluette, pianiste
- Éric Hallynck, amuseur public
- Kroki (Christian Arsenault), amuseur public[15]